# アンプ (楽器用)

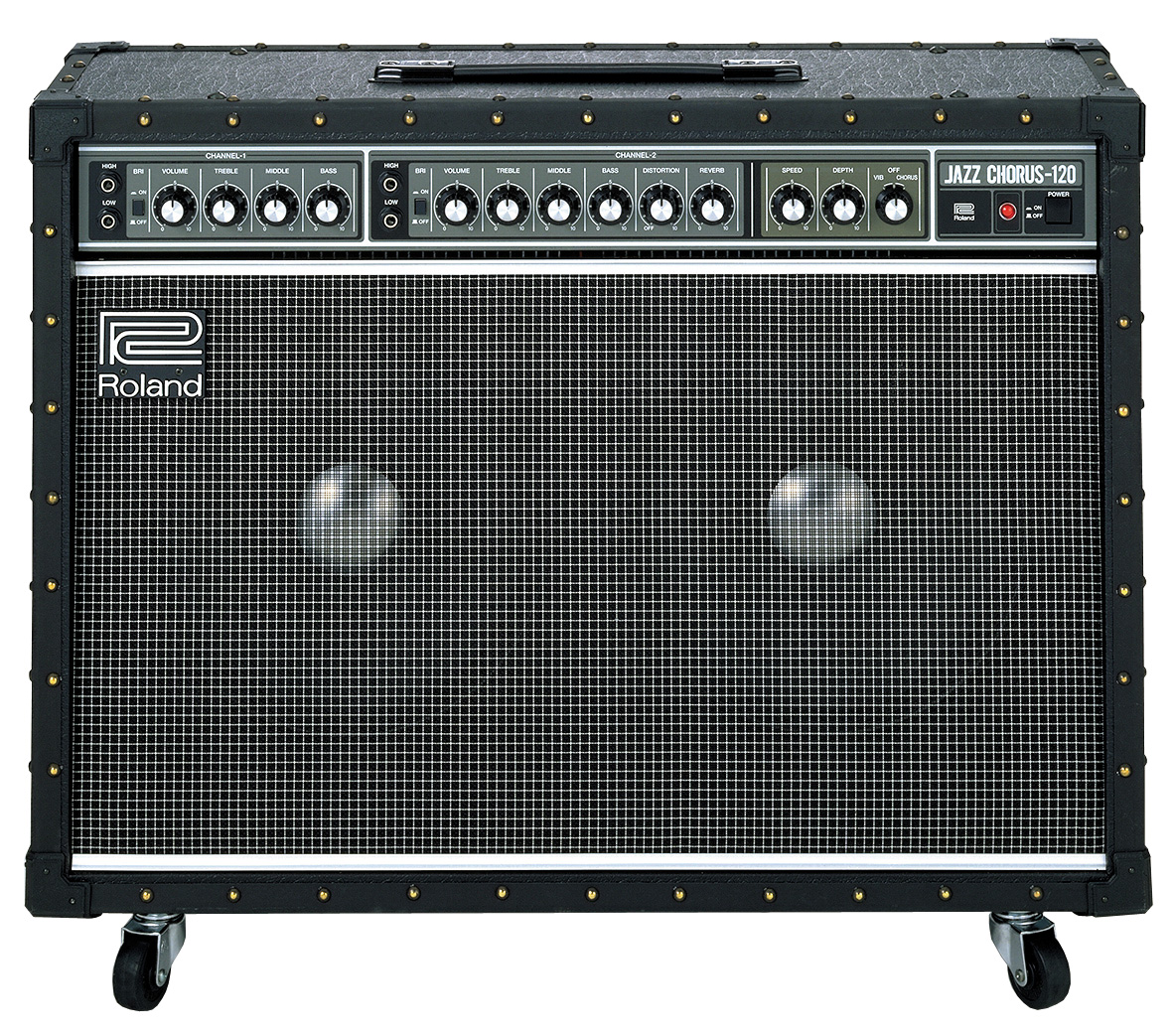
ギター用アンプ Roland JC-120

楽器用のアンプとは、いわゆる増幅器（amplifier）の一種であり、やはり電気信号の増幅の機能を荷っている装置であるが、その中でも、電気楽器や電子楽器と組み合わせる時に便利なように設計・製造されたものであり、しばしばスピーカーまで一体化・内蔵しており、音を実際に出す役割を果たす。
エレキギターなどの電気楽器などは、音を表現した（微弱な）電気信号を作り出しはするが、電気楽器から出た信号を直接スピーカーにつないでも非常に小さな音しか出ず、ほぼ聞こえない。増幅器（amplifier）が必要となる。そして、スピーカーも一体化して設計されることがある。
楽器用のアンプの位置づけとしては、楽器の電気信号として完全に完成されたものを単に増幅、拡声するものから、楽器の一部としてスピーカーを持たない電子楽器類の発音を担っているものまでさまざまである。シンセサイザー、電子キーボード、電子ピアノ、電子ドラム、エレクトリックベースなどは前者、エレクトリックギターやオンド・マルトノなどは後者である。
信号の増幅機能に加えて、信号を歪ませたり変化させたり周波数ごとの特性を変える機能（エフェクタ）を備える場合も多く、さらに、ほとんどがスピーカも内蔵し実際に音も出すことができる。
なお楽器用アンプは（「楽器用」とは言っても）一般に、ヴォーカルマイク（あるいはCDプレーヤー、デジタルオーディオプレーヤー等）を接続して音を増幅して出すこともできる。反対に楽器用ではないリスニング用アンプはデジタルアンプなどの処理で遅延が発生し演奏に支障がある場合もある。
エレクトリックギターのアンプ
特にエレクトリックギターの音というのは、信号が歪んだり特殊に変化させられていることがその音の醍醐味である、と広く認識されている。そのように信号を歪ませたり変化させたり周波数ごとに特殊な特性を持たせる機能を果たすのは、ギターのほうではなく、大部分が（エレキギター用の）「アンプ」のほうである。エレクトリックギターとアンプを合わせた状態がひとつの楽器、と言える。
キーボードのアンプ
一方、キーボード類（電子キーボードやキーボード型のシンセサイザーなど）では、楽器を首から下げる必要もなく、重くて体積の大きな箱であってもよいので、それ自体に、音を表現する電気信号を様々に変化させる回路（基板）が組み込まれてきた歴史がある。したがって、キーボード類は一般にそれ自体で複雑な信号、奏者が望むような信号を作り出すことができるので、キーボードの選択のほうがはるかに重要であり、キーボード用のアンプのほうは、一般に、キーボードから出力された信号をそのまま増幅して音にして出すようなものが好まれる（いわゆる比較的「フラット」な特性で、低歪率のものが好んで用いられる）。

## 用途別分類
楽器用アンプとして概ね以下の分類が可能である。

### エレクトリックギター用
一般的にアンプ部分とスピーカー部分が一体化されたタイプ（コンボアンプ）と、アンプ部分とスピーカー部分でそれぞれ独立したキャビネット（ボックス）に分離されたタイプ（スタックアンプ）に大別できる。
コンボアンプの多くは、キャビネットは後面開放型である。このためにサイズから求められる一定の波長以下はキャビネットの前後で打ち消しあい、低域の周波数特性は減衰する。
スタックアンプの場合は大音量で鳴らすと「箱鳴り」という、キャビネット自体が共鳴して音を出す現象が生じる。あまり目立った箱鳴りは敬遠されることもあるが、アンプ自体の音のキャラクタの一要素にもなるため、アンプシミュレータでは、箱鳴りを再現する機能が付いていることが多い。

#### アンプ部分
アンプ部分は音量、音質をコントロールするプリアンプ部とリバーブ、トレモロなどのエフェクター部、スピーカーを駆動するパワーアンプ部からなる。
初期のギターアンプはボリューム+簡易なトーンコントロールという組み合わせだったが、奏法の変化により、アンプの音量を上げない状態でも歪んだ音を出したいという要求が高まり、プリ部とパワー部で独立した2ボリューム構成とすることで、プリ部のボリュームを上げてパワー部を絞れば、プリ部で発生した歪みをパワー部で任意の音量にでき、また、パワー部のボリュームを上げた状態でプリ部のボリュームでコントロールすればクリーンなトーンが得られるようになった。後にはメサブギーに見られるように、さらにオーバードライブ段を追加して3ボリュームとしたモデルも出現した。
トーンコントロールの設計はオーディオ用とは全く異なり、Hi-Treble（高音域）、Mid.（中音域）、Low-Bass（低音域）の3バンドを中立位置にしてもフラットな周波数特性にはならない。中立位置においては一般に中音域を減衰させ、高音域、低音域を強調するカーブが用いられる。

#### スピーカー部分

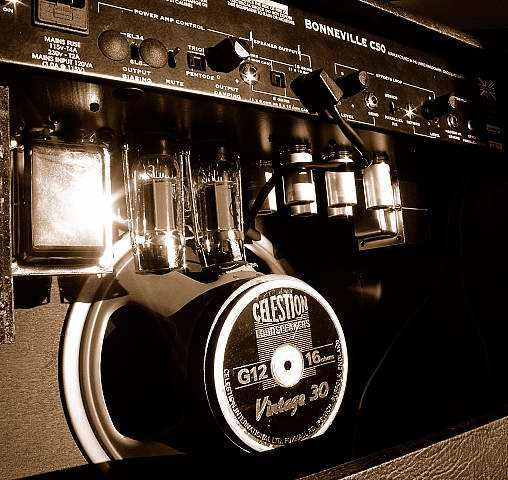
アンプ裏から見た写真。スピーカーユニット（セレッション製）と真空管などが見える。

スピーカーはもっぱらフルレンジタイプが用いられるため、周波数特性的には一般的なオーディオスピーカーユニットに比べ高音域が少ないのが特徴となる。スピーカーのサイズは8〜15インチが一般的だが、通常コンボアンプでは10インチ〜12インチのものを1基～2基、またスタック（積み重ね）・タイプの場合2基もしくは4基をひとつのキャビネットに搭載する。スタックの場合はキャビネットを複数台積み重ねたり並べたりして使うこともあり、大規模なコンサートでは、壁のように横一面に並べて設置することもある。
日本の住宅事情では一般に大音量を出せないため、小型アンプでも大型アンプを大音量で出力した際の音の響きを再現できる（モデリング機能）タイプもニーズが高い。
スピーカー部分（コンボアンプならアンプ全体）を防音した箱に中に入れ、中のマイクで音を集音することもある。レコーディングスタジオでは「アンプブース」と呼ばれる専用の部屋にスピーカー部分だけを入れて他のパートと音がかぶらないようにしている場合がある。

### エレクトリックベース用
基本的にギターアンプと構成が近いが、アンプ自体で歪ませる用途はさほど考慮していない。
トーンコントロールはギター用に近いカーブのものからオーディオ用に近い中間値でフラットになるものまで各種あり、トーンコントロールに加えて数バンドのグラフィックイコライザーを搭載した機種もある。バンド形式の場合エレクトリックギターに歪みを任せイコライザーのみの調節で別につなげるエフェクターは使わない場合が多い。
奏法の変化に伴い、特にチョッパー奏法が一般化して以降は高域の再生のためにアンプ、スピーカーともワイドレンジ化が進んだ。
スピーカーはフルレンジ〜マルチウェイまでバリエーションに富んでいる。
スピーカーキャビネットはギター用で一般的な後面開放型は用いられず、密閉型、バスレフ型、各種ホーン型などが用いられる。これは低域を十分な音圧で再生するためである。

### エレクトリックアコースティックギター用
もっぱらエレクトリックアコースティックギターに内蔵されたピックアップの出力を受け、演奏するために用いられる。
エレクトリックギター用に比べて歪ませて使う用途が想定されにくい事からアンプ、スピーカーとも低歪みに設計されている物が多い。

### キーボード用
電子ピアノ、シンセサイザーなど音域の広い楽器を再生するために、楽器用アンプの中ではもっとも広帯域、低歪率が要求される。
キーボード専用アンプとして設計された物を用いる場合と、小型のPAシステムを流用する場合がある。

### その他専用
オンド・マルトノなど楽器の一部として特殊な構造のスピーカーをセットで用いている。

## 構成別分類
- アンプスピーカー一体型
- コンポーネント型-アンプ・スピーカ別体型、さらにはプリアンプ・メインアンプ別体型など。
- アンプシミュレーター

## 能動素子
今日の一般の電子機器と同様、トランジスタなどの半導体が一般に使われているが、楽器用アンプでは一種のエフェクタとしての機能も兼ねて、真空管が現在でも、他の機器と比べ多用されている（ギター・アンプ用真空管も参照）。なお、真空管を使っていても歪みを実現する回路はソリッドステートのものもある。

## スピーカー

### ユニット

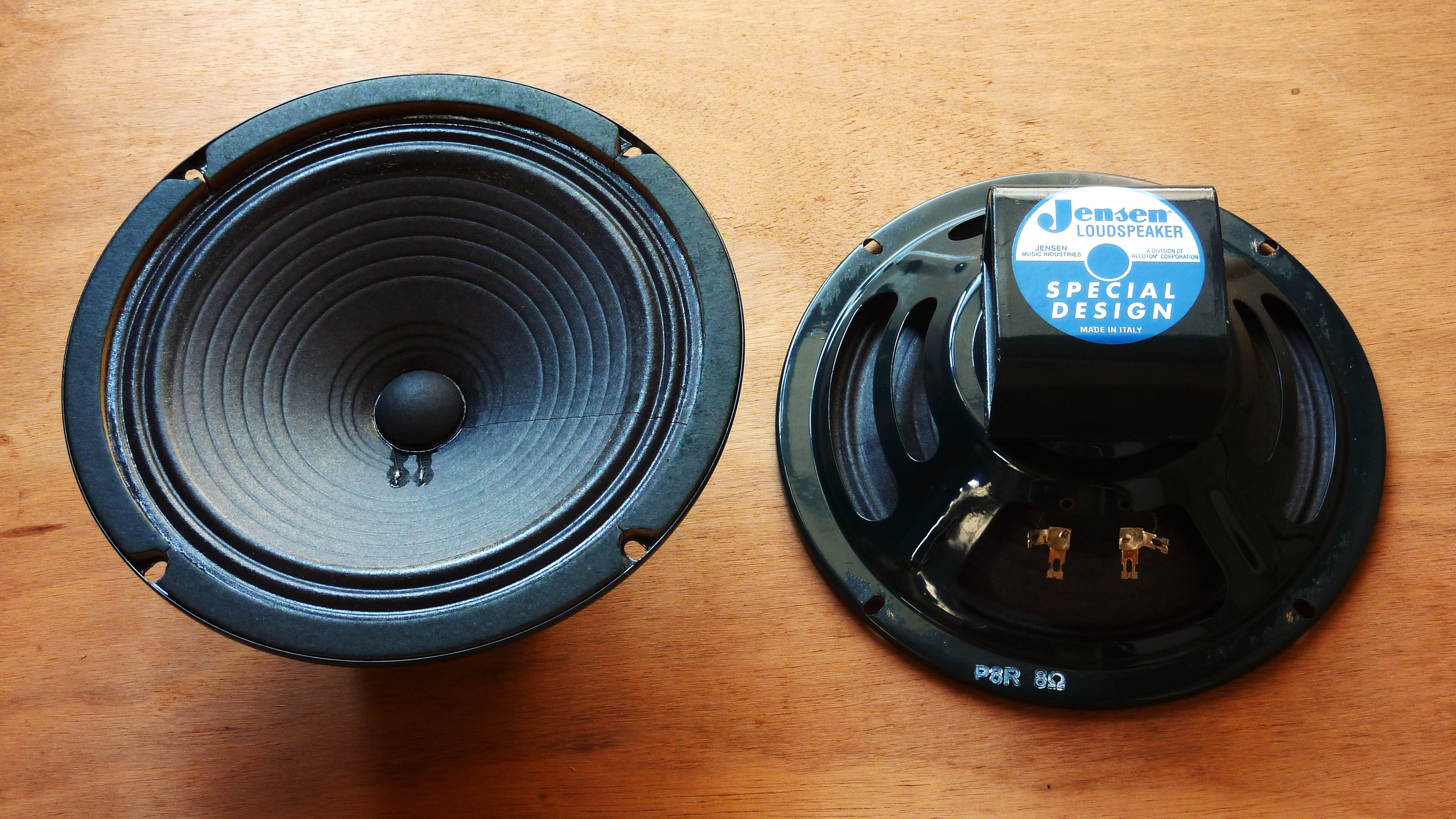
8インチ口径のギターアンプ用スピーカーユニット

オーディオ用と異なり、常時大音量で使用されることから耐入力および耐久性が重要なスペックとなる。
必ずしもフラットな特性は必要とされず、ギター用の場合は数kHz付近にピークを持つ特性の物が要求される場合がある。
複数本搭載される場合は、デザイン上、前面ネットを通して本数を表せるようにセンターキャップは銀色などに彩色される場合がある。

### キャビネット
持ち運びを前提として設計されているので、外装にはコーナープロテクター、キャスター、ハンドル（持ち手）など様々な工夫がなされている。
ギターアンプの場合、傾斜して設置できるようなスタンドが装備されている場合がある。
一般にスピーカーユニット保護のためのサランネットが必ず装備されており、アンプによってはより強固な金属製ネットが用いられている。これらのネットは通常取り外しができず、ユニットの交換はキャビネット後面より行う。フェンダー・アンプの場合、サランネットは面ファスナーで貼り付けてあるだけであり、簡単に取り外しできるようになっている。

## 付加機能
エフェクター
ギター用としてはスプリングリバーブやトレモロ等が一般的であったが、ローランド社のJC-120で装備されたコーラスアンサンブルは大ヒット商品となった。
昨今はDSPなどのデジタル信号処理を用いたエフェクターが小型かつ廉価になったため、搭載している機種が見られるようになった。特に小型の練習用アンプでは、Line6のSpiderシリーズなどに見られるような“著名なアンプの音色をデジタル処理で再現するモデリング機能”を備えたアンプが増えている。これらの機能においてしばしば他社の製品を模倣することもあり、商標などの関係から模倣対象の具体的な製品名を伏せ、それらの俗称などを用い婉曲的に表されることが多い。

## アクセサリー
アッテネーター
スピーカー出力を減衰させてラインレベルとし、録音用に用いる。
電源極性反転スイッチ
入力インピーダンスが高いためハムノイズを拾いやすく、電源プラグをコンセントに挿しこむ向きを変えると低減する場合がある。これをプラグの差し替えではなく操作パネルで行うためのスイッチ。ON（ノーマル） - OFF - ON（リバース）の3点トグルスイッチを用いて電源スイッチと兼用したものも多い。

## スピーカーとアンプの違い
アンプとスピーカーは、一体型の機器も多いため、しばしば混同されることがある。アンプは電気信号を増幅する装置であり、スピーカーは電気信号を音に変換する装置である。楽器用アンプでは、ギターアンプは普通スピーカーと一体（スピーカー内蔵）である。逆にPC周辺機器としての製品では同じ構成の一体型の機器でもスピーカーとされることも多い。

## 主なメーカー
日本国外
- アギュラー(AGUILAR)
- アコースティック・コントロール・コーポレーション (Acoustic Control Corporation)
- アシュダウン・エンジニアリング(Ashdown Engineering)
- アンペグ(Ampeg)
- イグネーター(Egnater)
- イーブイエイチ(EVH)
- イービーエス(EBS)
- エーイーアール(AER)
- エングル(ENGL)
- オメガアンプワークス(Omega Ampworks)
- オレンジ(Orange)
- カーヴィン(CARVIN)
- ギブソン(Gibson)
- ギャリエン・クルーガー(GALLIEN-KRUEGER)
- ケンパープロファイリングアンプリファイヤー(Kemper Profiling Amplifier)
- ソルダーノ(Soldano)
- ディーゼル(DIEZEL)
- ディバイデッドバイサーティーン(Divided by 13)
- トゥーロック(Two-Rock)
- トレースエリオット(TRACE ELLIOT)
- ハイワット(HIWATT)
- ハートキー(Hartke)
- バッドキャット(Bad Cat)
- ピーヴィー(Peavey)
- ビクトリーアンプ(Victory Amps)
- ピグノーズ(Pignose)
- ヒュースアンドケトナー(Hughes&Kettner)
- フィルジョーンズベース(PHIL JONES BASS)
- フェンダー(Fender)
- ブラックスター(Blackstar)
- フリードマン(FRIEDMAN)
- ブルネッティ(Brunetti)
- ヴォックス(VOX)
- フュークス(Fuchs)
- ボグナー(Bogner)
- ポリトーン(Polytone)
- マークベース(MARKBASS) - DV MARKブランドのギターアンプも製造販売している。
- マーシャル(Marshall)
- マグナトーン(MAGNATONE)
- マッチレス(MATCHLESS)
- メサ・ブギー(Mesa/Boogie)
- ランドール(Randall)
- リヴェラ(Rivera)
- レイニー(Laney)

日本国内
- アキマ&ネオス(AKIMA&NEOS)
- アルビット(ALBIT)
- エフェクト ギア(EFFECT GEAR)
- シノーズ(SHINOS)
- ヒストリーク ギターズ(HISTORIQUE GUITARS)
- ヤマハ(YAMAHA)
- ローランド(Roland) - BOSSブランドのアンプも製造販売している。